# Miller (del av en befolkad plats)
Miller är en del av en befolkad plats i Australien. Den ligger i kommunen Liverpool och delstaten New South Wales, i den sydöstra delen av landet, omkring 31 kilometer väster om delstatshuvudstaden Sydney. Antalet invånare är 3 088.
Runt Miller är det tätbefolkat, med 427 invånare per kvadratkilometer.. Närmaste större samhälle är Liverpool, nära Miller. 
Runt Miller är det i huvudsak tätbebyggt. Genomsnittlig årsnederbörd är 1 267 millimeter. Den regnigaste månaden är februari, med i genomsnitt 216 mm nederbörd, och den torraste är juli, med 25 mm nederbörd.